# Martin Welker

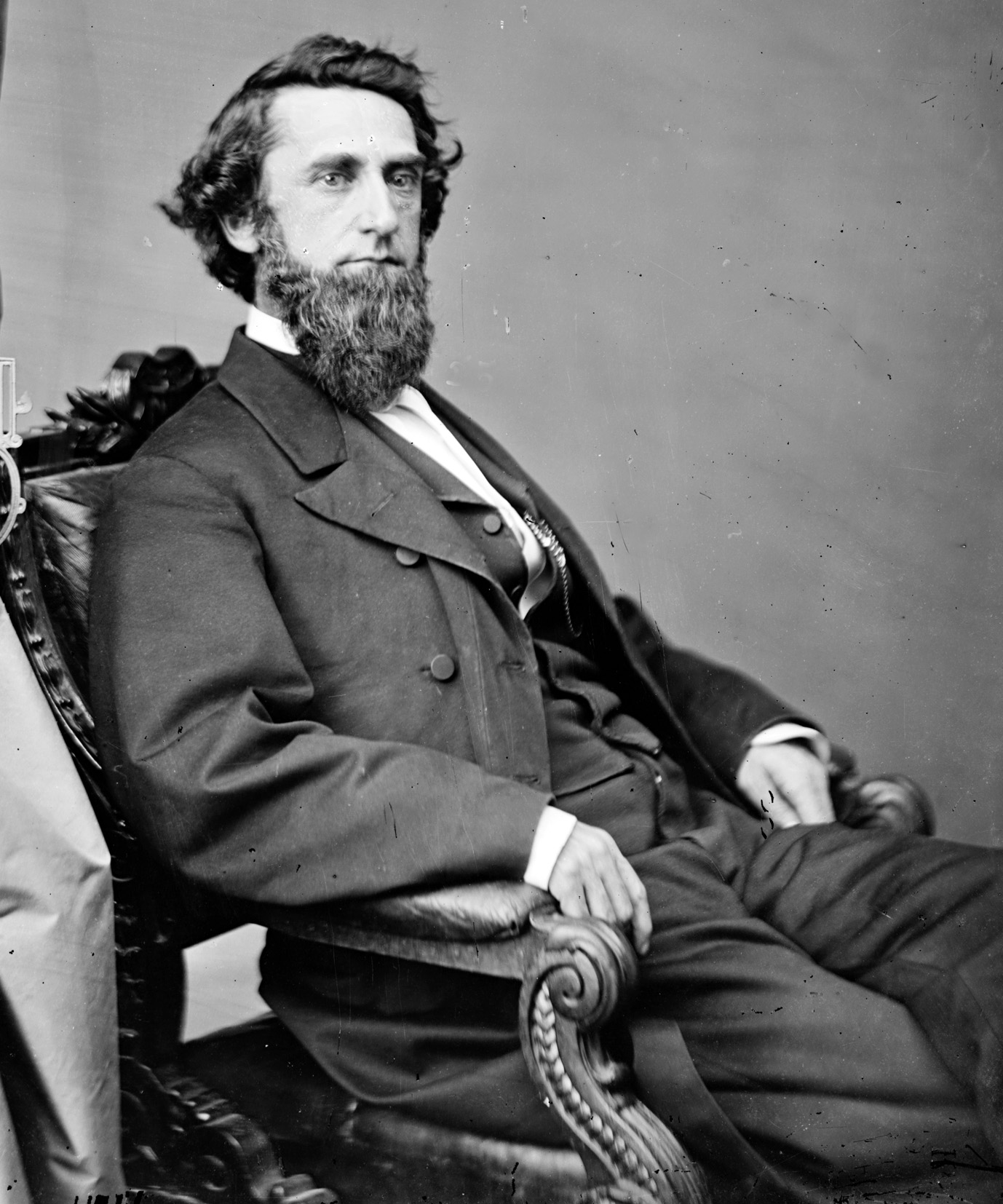
Martin Welker

Martin Welker (* 25. April 1819 im Knox County, Ohio; † 15. März 1902 in Wooster, Ohio) war ein US-amerikanischer Jurist und Politiker (Republikanische Partei), der den Bundesstaat Ohio im US-Repräsentantenhaus vertrat. Von 1858 bis 1860 war er dessen Vizegouverneur.
Nach dem Abschluss seiner Schullaufbahn studierte Welker die Rechtswissenschaften und wurde nach seinem Studium sowie der Aufnahme in die Anwaltskammer als Jurist in Millersburg tätig. Von 1846 bis 1851 arbeitete er als Beamter am Gerichtshof des Holmes County. Ein Jahr später, 1852, stellte er sich für den Kongress zur Wahl, konnte sich dabei jedoch nicht durchsetzen. 1857 zog er nach Wooster um; im selben Jahr wurde er zum Vizegouverneur von Ohio an der Seite von Gouverneur Salmon P. Chase gewählt.
Nachdem er nach zwei Jahren aus dem Amt geschieden war, wurde er im August 1861 zum Adjutanten von Gouverneur William Dennison im Rang eines Colonel ernannt. Im selben Jahr war er oberster Militärrichter (Judge Advocate General) des Staates Ohio. Während des Sezessionskrieges führte er ab August 1862 die Oberaufsicht über die Einberufungsmaßnahmen; in diesem Jahr wurde er Stellvertreter des obersten Militärbefehlshabers (Adjutant General) in Ohio. Im Februar 1865 trat er selbst der Unionsarmee bei und diente bis zum September desselben Jahres im Rang eines Private.
Zwischenzeitlich hatte Welker sich 1862 ein weiteres Mal um einen Sitz im US-Repräsentantenhaus beworben, war aber erneut gescheitert. Erst 1864 gelang ihm die Wahl in den Kongress, wo er den 14. Wahlbezirk von Ohio vom 4. März 1865 bis zum 3. März 1871 vertrat. 1870 kandidierte er nicht wieder. US-Präsident Ulysses S. Grant berief Welker 1873 zum Richter am Bundesbezirksgericht für den nördlichen Distrikt von Ohio. Auf diesem Posten blieb er bis 1889, als er in den Ruhestand ging. Zwischen 1873 und 1890 war er Professor für Politikwissenschaften und internationales Recht an der Wooster University. Er starb im März 1902 in Wooster und wurde dort beigesetzt.